# Ferdinand Freiligrath
Hermann Ferdinand Freiligrath (17. června 1810, Detmold, Knížectví Lippe – 18. března 1876, Cannstatt, dnes součást Stuttgartu) byl německý revoluční básník a překladatel.

## Život
Pocházel z učitelské rodiny. V letech 1820–1825 studoval na gymnáziu v Detmoldu. Proti své vůli musel gymnázium opustit, aby se pak do roku 1832 učil obchodnímu podnikání v Soestu. Zde se seznámil s francouzskou a anglickou literaturou, naučil se francouzsky a anglicky a začal publikovat v místních časopisech. Poté pracoval jako bankovní úředník v Amsterdamu a od roku 1837 jako účetní v Barmenu. Uveřejnil překlady Ód a Zpěvů soumraku od Victora Huga a publikoval v literárním časopise Rheinisches Odeon, který vycházel v letech 1836–1838. Po úspěchu básnické sbírky Gedichte (1838, Básně) se živil jako spisovatel na volné noze. Roku 1842 získal roční plat od pruského krále.
Pod vlivem Hoffmanna von Fallersleben se stal radikálním básníkem a vzdal se svého platu. Jeho angažované verše byly zakazovány a on sám byl pronásledován policií. Proto se roku 1845 uchýlil do Bruselu, kde se seznámil s Karlem Marxem. Od roku 1846 žil v Londýně. Roku 1848 se vrátil do Düsseldorfu, vstoupil do Svazu komunistů, zúčastnil se revolučního hnutí v Porýní a redigoval Marxem vydávaný deník Neue Rheinische Zeitung (Nové Rýnské noviny). Po porážce revoluce byl obžalován ze zločinu pobuřování, a tak od roku 1851 žil opět v exilu v Londýně jako bankovní úředník. Do vlasti se mohl vrátit až díky amnestii roku 1868. Žil v Cannstattu a postupně se smířil s německým bismarckovským režimem.
Jeho rané exotické balady, napsané pod vlivem francouzského romantismu, obsahují dobrodružné a pitoreskní motivy. Později si pro svou revoluční a sociální lyriku vysloužil označení „Trompeter der Revolution“ (trubač revoluce). Psal i lyriku v lidovém tónu a ke konci života také vlastenecké básně z prusko-francouzské války. Kromě toho patřil k předním německým překladatelům své doby. Překládal z francouzštiny a angličtiny, kromě již zmíněného Victora Huga také Longfellowa, jehož byl přítelem, Burnse, Thomase Moora a další.

## Básnické dílo

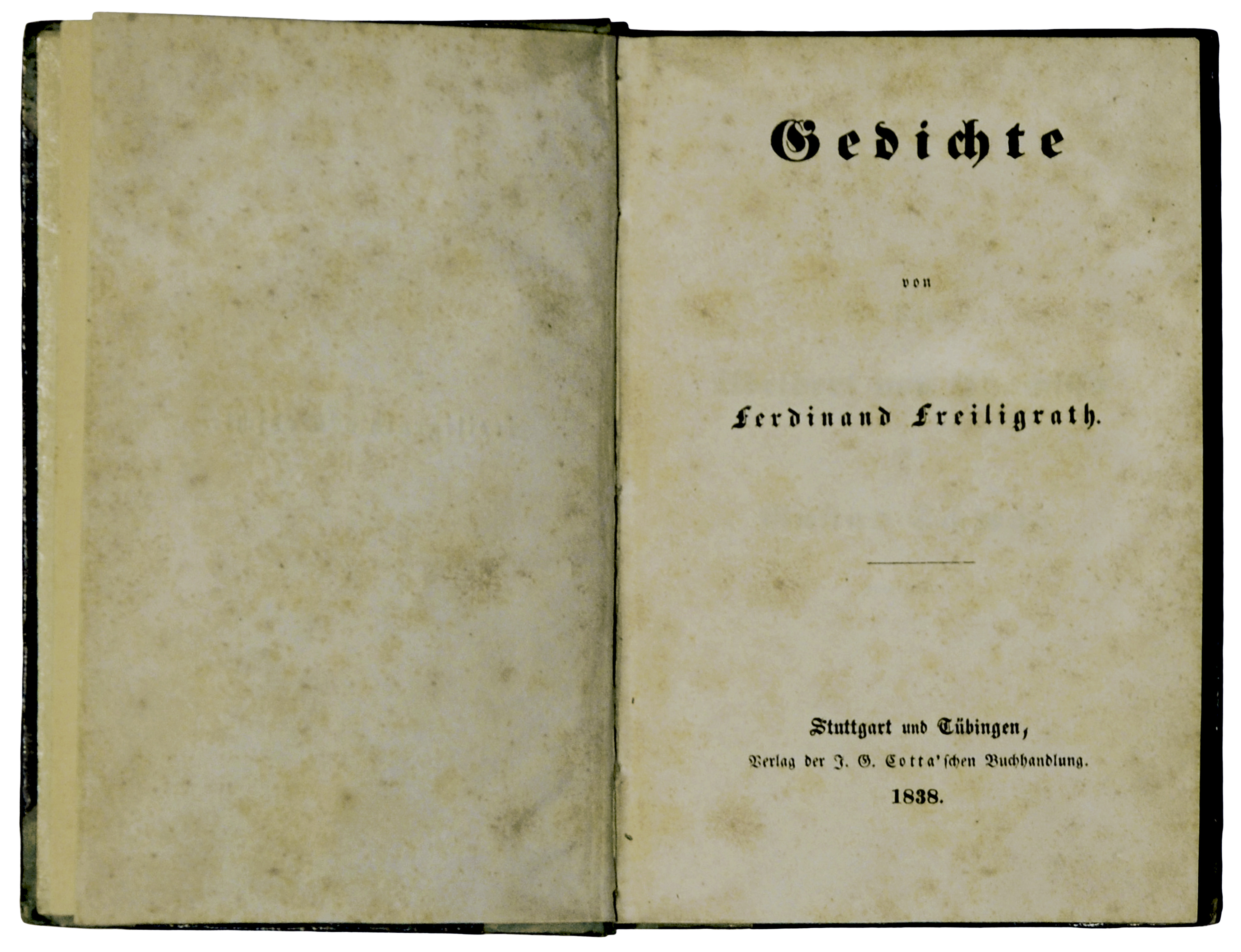
Gedichte, první vydání z roku 1838

- Gedichte (1838, Básně), romantická básnická sbírka.
- Ein Glaubensbekenntniß (1844, Vyznání víry), touto sbírkou básní se autor přihlásil k radikálnímu liberalismu.
- Ça ira!(1846, Půjde to!), soubor šesti básní, název podle francouzské revoluční písně.
- Februar-Klänge (1848, Zvuky února), báseň, oslava revoluce z roku 1848.
- Die Revolution (1848, Revoluce), báseň, oslava revoluce z roku 1848.
- Die Todten an die Lebenden (1848, Mrtví živým), báseň, za kterou byl autor obžalován z pobuřování, ale byl osvobozen.
- Zwischen den Garben (1849, Mezi snopy), politická lyrika z roku 1848.
- Neuere politische und sociale Gedichte (1849 a 1851, Novější politické a sociální básně), básnická sbírka, dva svazky.
- Neue Gedichte (1877, Nové básně).

## České překlady
Pět Freiligrathových básní přeložil Jaroslav Vrchlický. Jedná se o básně Moře, Růže, Odpověď, Pomsta květin (Der Blumen Rache) a Leviathan. Překlad básně Pomsta květin posloužil roku 1877 Zdeňku Fibichovi jako libreto ke stejnojmennému melodramatu pro vypravěče s průvodem klavíru. Překlady Freiligrathových básní pak vydal Vrchlický roku 1891 v knize Hostem u básníků, která dále obsahuje různé překladů z provensálštiny, francouzštiny, italštiny, němčiny a angličtiny.